# Richard Upjohn
 (décembre 2018).
Si vous disposez d'ouvrages ou d'articles de référence ou si vous connaissez des sites web de qualité traitant du thème abordé ici, merci de compléter l'article en donnant les références utiles à sa vérifiabilité et en les liant à la section « Notes et références ».
Richard Upjohn né le 22 janvier 1802 à Shaftesbury (Royaume-Uni) et mort le 16 août 1878 dans le comté de comté de Putnam (États-Unis) est un architecte américain d'origine britannique. Il a participé au lancement du mouvement néogothique aux États-Unis en tant que bâtisseur d'églises. Il y a également popularisé le style italianisant. Il est membre fondateur et premier président de l'American Institute of Architects.

## Biographie
Richard Upjohn fait son apprentissage à Shaftesbury chez un constructeur en bâtiment puis chez un ébéniste. Il émigre aux États-Unis en 1829, où il s'installe avec sa famille d'abord à New Bedford, dans le Massachusetts, puis à Boston en 1833, où il travaille dans la conception architecturale. Il est naturalisé citoyen américain en 1836.
Son premier projet majeur porte sur la conception des entrées du parc de Boston Common et sa première église est celle de Saint John de Bangor, dans le Maine. Il déménage à New York avant 1839 où il planche sur les transformations de Trinity Church. Ces changements sont finalement abandonnés et on lui passe commande pour la conception d'une nouvelle église, achevée en 1846. Il publie un ouvrage extrêmement influent en 1852, intitulé : l'architecture rurale d'Upjohn : Conception, épures et cahier des charges pour une église en bois et d'autres structures rurales. Ce livre devient une référence et ses modèles sont largement utilisés à travers le pays par des constructeurs en bâtiment.
Upjohn est le cofondateur avec 13 autres architectes de l'Institut américain d'architectes, créé le 23 février 1857. Il prend la présidence de cette organisation de 1857 à 1876, avant d'être remplacé par Thomas Ustick Walter. Il continue de concevoir de nombreux bâtiments dans une variété de styles différents. Il décède à sa maison de Garrison dans l'État de New York en 1878.
Il est le père de Richard Michell Upjohn (1828-1903) et grand-père de Hobart Brown Upjohn (1876 - 1949), également architectes de renom.

## Réalisations architecturales
- Trinity Church, Manhattan, New York, 1839-1846
- Chœur de la chapelle Saint John, 1857